# تاتیانا افیمنکو
تاتیانا افیمنکو (روسی: Татьяна Александровна Ефименко؛ زادهٔ ۲ ژانویهٔ ۱۹۸۱) ورزشکار پرش ارتفاع اهل قرقیزستان است.